# John W. Snow
John William Snow, född 2 augusti 1939 i Toledo, Ohio, var USA:s 73:e finansminister. Han efterträdde Paul O'Neill den 3 februari 2003.
Snow meddelade våren 2006 sina planer att avgå, och den 30 maj 2006 nominerade George W. Bush Henry M. Paulson Jr till posten.